# Vaccinium jevidalianum
Vaccinium jevidalianum är en ljungväxtart som beskrevs av T. Smitinand och Pham-hoang Ho. Vaccinium jevidalianum ingår i Blåbärssläktet, och familjen ljungväxter. Inga underarter finns listade i Catalogue of Life.